# میکئلا پاشتیکووا
 میکئلا پاشتیکووا (انگلیسی: Michaela Paštiková؛ زادهٔ ۲۷ مارس ۱۹۸۰) یک تنیس‌باز اهل جمهوری چک است. 